# Etelköz
     Proto-ugrofinnici
     Proto-Ungari
     Magna Hungaria
 Levédia
     Etelköz
     Bacino dei Carpazi

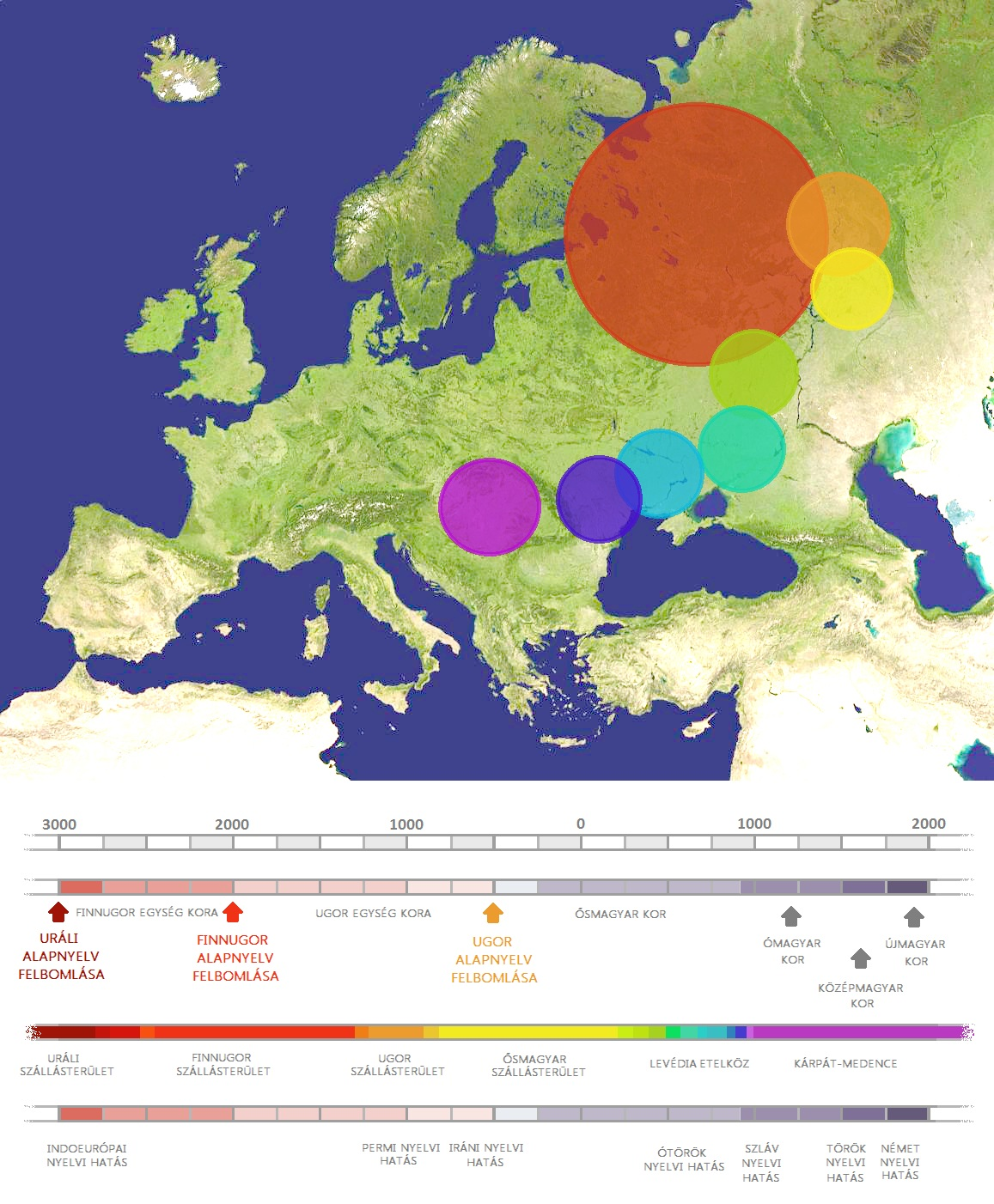
Le tappe del processo di migrazione degli Ungari:
Proto-ugrofinnici
Proto-Ungari
Magna Hungaria
Etelköz
Bacino dei Carpazi

Etelköz o Atelkuzu è il nome che gli Ungari diedero alla regione dell'Europa orientale in cui si insediarono nel IX secolo, approssimativamente tra l'830 e l'895. Giunti in loco dalla regione chiamata Levédia dopo essersi distaccati dall'impero cazaro sotto la guida del loro capo Álmos, i Magiari abbandonarono la regione presumibilmente sotto la spinta dei Peceneghi, dei guerrieri inviati come mercenari da Simeone I di Bulgaria, in quanto desiderava alleggerire la pressione sui propri confini. Gli Ungari, guidati da Árpád, occuparono dunque la Pannonia, dove posero le basi per la successiva conquista del bacino dei Carpazi.
L'esatta posizione dell'Etelköz resta oggetto di controversia tra gli studiosi. Benché per la tradizione ungherese si trovasse tra il Volga e il basso Danubio, la storiografia moderna ha tuttavia proposto una serie di interpretazioni alternative, tra cui quella di Ármin Vámbéry (1895, tra il Volga e il Dnepr), di Bálint Hóman (1908, tra il Dnepr e il Danubio), Antal Bartha (1968, tra il Danubio e il Dnepr), György Győrffy (1996, a cavallo del Dnepr) e András Róna-Tas (1996, tra il Danubio e il Dnepr).

## Storia

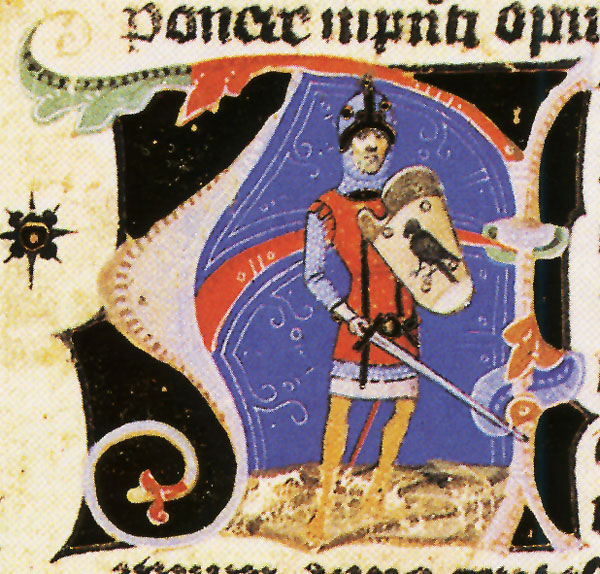
Álmos come raffigurato nella Chronica Picta: secondo le cronache ungheresi, fu lui il primo capo della federazione delle tribù magiare

Costantino VII Porfirogenito, imperatore bizantino e autore della preziosa opera intitolata De administrando imperio, identificò l'Etelköz con le terre dove scorrevano i fiumi «Barouch», «Koubou», «Troullos», "Brutos" e «Seretos». L'identificazione degli ultimi tre corsi d'acqua con il Dnestr, il Prut e il Siret è unanimemente accettata dalla storiografia, ma la tradizionale identificazione del Barouch con il Dnepr e del Koubou con il Bug Orientale viene confutata da Spinei. Il visir persiano dell'impero samanide Al-Jayhani, al potere dal 914 al 922 e autore di un prezioso scritto che però non è sopravvissuto e di cui si conoscono solo alcuni stralci riportati da altri autori musulmani, scrisse che, negli anni '70 dell'800, il territorio dei Magiari si trovava tra due fiumi chiamati «tl» e «dwb». Secondo gli studiosi moderni, tl può riferirsi al Volga, al Don o al Dnepr, mentre dwb potrebbe corrisponde al Danubio. Stando alle Gesta Hungarorum, una cronaca basso-medievale, i Magiari vivevano in «Scizia» o nel «Dentumoger», un'espressione non utilizzata in nessun altro scritto; quest'ultimo nome, che secondo Spinei si riferisce al fiume Don, lascia intendere che gli Ungari abitassero le regioni orientali delle steppe del Ponto.
Secondo Porfirogenito, il khagan cazaro spedì i suoi ambasciatori all'attenzione dei Magiari poco dopo che questi fuggirono dalla Levedia e si stabilirono a Etelköz. Il khagan invitò Levedi a un incontro, proponendogli di elevarlo a capo supremo della confederazione delle tribù magiare in cambio dell'accettazione della sua sovranità. Anziché accettare l'offerta, Levedi affermò di non essere abbastanza influente per poter rivestire quel ruolo e propose che, al suo posto, subentrasse un altro voivoda, Álmos, oppure il figlio di quest'ultimo, Árpád. Il khagan accettò la proposta di Levedi e, su sua richiesta, i capi magiari proclamarono Árpád quale loro capo. Secondo Kristó e Spinei, la versione di Porfirogenito ha avuto il pregio di conservare la memoria del processo di centralizzazione avviato all'interno della federazione delle tribù magiare nel IX secolo. Róna-Tas è più cauto nell'analizzare la questione e sottolinea come il resoconto testimoni semplicemente un «cambio di dinastie al potere», ovvero la caduta della famiglia di Levedi e la salita alla massima carica degli Arpadi. Contrariamente a quanto riferisce Porfirogenito, le Gesta Hungarorum sostengono che non fu Árpád ad essere eletto come principe supremo dei Magiari, ma suo padre.
Secondo gli studiosi musulmani, gli Ungari avevano due capi supremi, il kende (una figura dal forte peso religioso) e il gyula (sostanzialmente un importantissimo comandante militare), con quest'ultimo che agiva da autorità centrale negli anni 870. Quest'informazione implica che il khagan abbia concesso un titolo cazaro al capo della federazione delle tribù magiare; si pensi infatti al passaggio del viaggiatore Ibn Fadlan in cui afferma che il terzo dignitario cazaro veniva chiamato kündür negli anni '20. La versione dello studioso musulmano implica inoltre che i Magiari avessero adottato il sistema cazaro della «diarchia», vedendo al potere due distinti personaggi.
(Ibn Rusta, Sui Magiari)

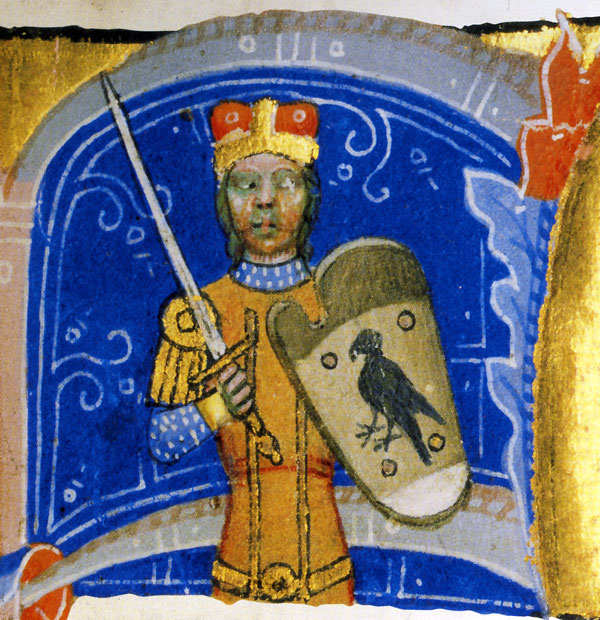
Árpád, figlio di Álmos, come raffigurato nella Chronica Picta: secondo l'Imperatore Bizantino Costantino VII Porfirogenito, fu il primo capo della federazione delle tribù magiare

Porfirogenito prosegue la sua narrazione sostenendo che i Cabari, un gruppo di Cazari ribellatisi al khagan, si unì ai Magiari nell'Etelköz in un momento storico non meglio precisato. Ciò lascerebbe intendere che gli Ungari si fossero già distaccati della sovranità del khagan e che si amministrassero autonomamente. I Cabari si suddividevano in tre tribù, pur essendo sottoposti al comando di un unico capo. Porfirogenito scrive anche che i Cabari «furono particolarmente apprezzati» perché si mostravano «i più forti e valorosi» tra le tribù attive all'epoca. Per questa ragione, i Cabari agirono nei combattimenti da avanguardia per i Magiari, poiché le comunità nomadi ponevano sempre le tribù associate nella posizione più vulnerabile.
Stando a Ibn Rusta, i Magiari sottomisero i vicini popoli slavi, imponendo loro il pagamento di «un pesante tributo» e trattandoli alla stregua di prigionieri. I Magiari «effettuarono brutali razzie ai danni degli slavi» e vendettero i catturati durante queste incursioni ai bizantini a Kerč', nella penisola di Crimea. Secondo la leggenda dedicata all'uomo di chiesa, una banda di guerrieri ungari attaccò il futuro San Cirillo «ululando come lupi e con l'intenzione di ucciderlo» nelle steppe vicine alla Crimea. Tuttavia, grazie alle sue abilità diplomatiche, Cirillo li convinse a «far rilasciare lui e tutto il suo seguito senza combattimenti». Gli abitanti delle regioni lungo la sponda sinistra del Dnestr, identificati dalla Cronaca degli anni passati realizzata dal monaco Nestore di Pečers'k come «Tiverzi», fortificarono i propri insediamenti nella seconda metà del IX secolo, apparentemente per via della pericolosa vicinanza dei Magiari.

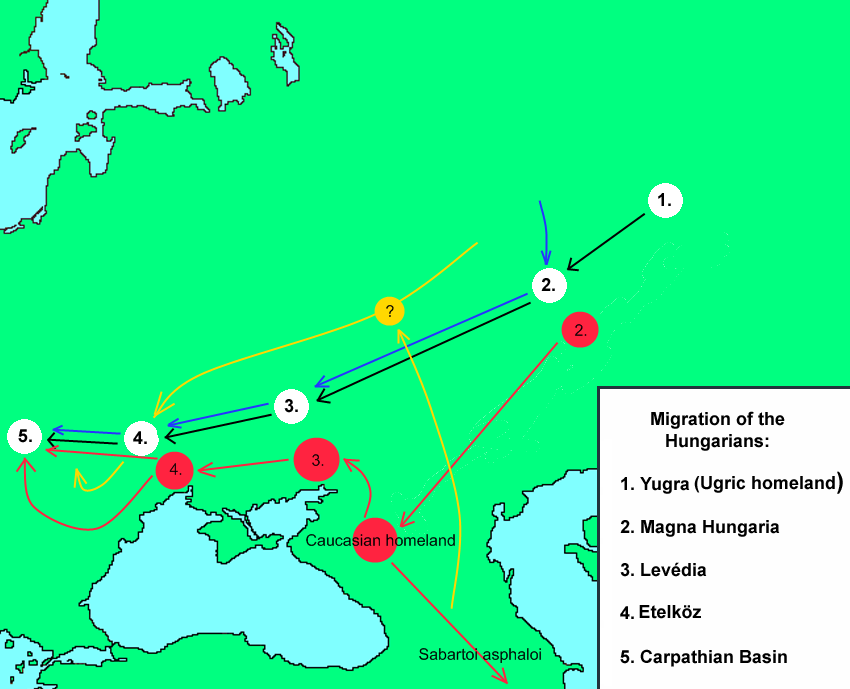
Schema delle migrazioni delle tribù ungare.
Le diverse interpretazioni sulla posizione di Etelköz, la pongono lungo il tratto compreso tra 3 e 4

Il saccheggio compiuto nel regno dei Franchi orientali nell'862 fu la prima spedizione militare di cui si ha notizia eseguita da combattenti ungari nell'Europa centrale. Secondo Róna-Tas e Spinei, quest'incursione potrebbe essere stata scatenata su iniziativa di Rastislav di Moravia, impegnato al tempo in guerra con Ludovico il Germanico. La versione estesa degli Annali di Salisburgo riferisce che i razziatori di ritorno dalla terra dei Franchi orientali imperversarono nella regione di Vienna nell'881. La stessa fonte menziona in un altro punto dei Cowari o Cabari, intenti a devastare nello stesso anno la regione di Kulmberg o Kollmitz (odierna sezione orientale del confine tra l'Austria e la Germania), lasciando intendere che gli aggressori avessero agito per conto proprio e in maniera autonoma. All'inizio degli anni 880, stando alla leggenda di Metodio, un «re» dei Magiari tenne un incontro in toni cordiali con Metodio, arcivescovo della Grande Moravia, intento a fare ritorno da Costantinopoli verso la moderna Repubblica Ceca.
(Vita di Metodio)

### Esplicative
1. ↑  Un popolo affiliato ai Bulgari del Volga che verosimilmente non preservò una distinta e fu da loro assorbito.

### Bibliografiche
1. ↑  De administrando imperio, cap. 38, p. 175.
2. 1 2  Spinei (2003), p. 44.
3. ↑  Kristó (1996), p. 156.
4. 1 2  Kristó (1996), p. 157.
5. ↑  Fodor (1975), p. 248.
6. ↑  Róna-Tas (1999), p. 328.
7. ↑  Spinei (2003), pp. 52-53.
8. ↑  Gesta Hungarorum, cap. 1, p. 5.
9. ↑  Róna-Tas (1999), p. 416.
10. 1 2 3  Kristó (1996), p. 159.
11. 1 2 3  Spinei (2003), p. 33.
12. ↑  Kristó (1996), pp. 164-165.
13. ↑  Róna-Tas (1999), p. 417.
14. ↑  Fodor (1975), p. 250.
15. ↑  Fodor (1975), p. 236.
16. ↑  Kristó (1996), p. 136.
17. ↑  Engel (2001), p. 18.
18. ↑  Cartledge (2011), p. 55.
19. 1 2 3  Ibn Rusta sui Magiari, p. 122.
20. ↑  Engel (2001), p. 22.
21. ↑  Kristó (1996), p. 148.
22. 1 2 3  Spinei (2003), p. 51.
23. ↑  Kristó (1996), pp. 152-153.
24. ↑  De administrando imperio, cap. 39, p. 175.
25. 1 2  Kristó (1996), p. 153.
26. 1 2  Fodor (1975), p. 251.
27. ↑  Spinei (2003), p. 43.
28. 1 2  Vita di Costantino, cap. 8, p. 45.
29. 1 2  Curta (2006), p. 123.
30. ↑  Curta (2006), pp. 124, 185.
31. ↑  Molnár (2001), p. 11.
32. 1 2  Engel (2001), p. 10.
33. 1 2  Spinei (2003), p. 50.
34. ↑  Róna-Tas (1999), p. 331.
35. ↑  Kristó (1996), p. 150.
36. ↑  Brook (2006), p. 143.
37. ↑  Curta (2006), p. 123.
38. ↑  László (1996), p. 43.
39. ↑  Kristó (1996), pp. 175, 219.
40. ↑  Spinei (2003), p. 36.
41. ↑  Fodor (1975), p. 261.
42. ↑  Vita di Metodio, cap. 16, p. 125.

### Fonti primarie
- Anonimo notaio di re Béla, Gesta Hungarorum, traduzione di Martyn Rady e László Veszprémy, CEU Press, 2010, ISBN 978-963-9776-95-1.
- (EN) Costantino Porfirogenito, De administrando imperio, a cura di Gyula Moravcsik, traduzione di Romillyi J. H. Jenkins, Dumbarton Oaks Center for Byzantine Studies, 1967, ISBN 0-88402-021-5.
- (EN) Ibn Rusta on the Magyars 903–913, in Ibn Fadlān on the Land of Darkness: Arab Travellers in the Far North, traduzione di Paul Lunde e Caroline Stoned, Penguin Books, 2012, ISBN 978-0-140-45507-6.
- (EN) Vita di Costantino, in Medieval Slavic Lives of Saints and Princes (Marvin Kantor), University of Michigan, 1983,  pp. 23-96, ISBN 0-930042-44-1.
- Vita di Metodio, traduzione di Lino Bernardini, Éditeur inconnu, 1970.

### Fonti secondarie
- (EN) Kevin Alan Brook, The Jews of Khazaria, Rowman & Littlefield, 2006, ISBN 978-0-7425-4982-1.
- (EN) Bryan Cartledge, The Will to Survive: A History of Hungary, C. Hurst & Co, 2011, ISBN 978-1-84904-112-6.
- (EN) Florin Curta, Southeastern Europe in the Middle Ages, 500-1250, Cambridge, Cambridge University Press, 2006, ISBN 978-0-511-81563-8.
- (EN) Pál Engel, The Realm of St Stephen: A History of Medieval Hungary, 895-1526, I.B. Tauris Publishers, 2001, ISBN 1-86064-061-3.
- (EN) István Fodor, In Search of a New Homeland: The Prehistory of the Hungarian People and the Conquest, Corvina Kiadó, 1975, ISBN 963-13-1126-0.
- (EN) Gyula Kristó, Hungarian History in the Ninth Century, Szegedi Középkorász Műhely, 1996, ISBN 978-1-4039-6929-3.
- (EN) Gyula László, The Magyars: Their Life and Civilisation, Corvina, 1996, ISBN 963-13-4226-3.
- (EN) Miklós Molnár, A Concise History of Hungary, Cambridge University Press, 2001, ISBN 978-0-521-66736-4.
- (EN) András Róna-Tas, Hungarians and Europe in the Early Middle Ages: An Introduction to Early Hungarian History, CEU Press, 1999, ISBN 978-963-9116-48-1.
- (EN) Victor Spinei, The Great Migrations in the East and South East of Europe from the Ninth to the Thirteenth Century, 2003, ISBN 978-973-85894-5-2.